# Ina Vukić
Ina Vukić (Žrnovo, 25. maj 1949) australijska je psihologinja, novinarka, publicistkinja i propagandistkinja hrvatskog porekla. Najpoznatija je po reviziji istorije iz perioda Drugog svetskog rata.

## Biografija
Rođena je 25. maja 1949. godine u Žrnovu, na hrvatskom ostrvu Korčula, tada u FNRJ. Godine 1962. sa porodicom je emigrirala u Australiju. ’70-ih godina je diplomirala psihologiju na Univerzitetu u Zagrebu. Profesionalnu karijeru započela je u Australiji 1980. kao klinički psiholog.
Bila je jedna od vodećih aktivista za priznavanje hrvatske nezavisnosti u Australiji i politički sekretar HDZ u Sidneju u toku devedesetih godina dvadesetog stoleća. Jedna je od vodećih revizionista istorije Drugog svetskog rata, negator genocida nad Srbima u Nezavisnoj Državi Hrvatskoj i saradnik australijskog magazina Za dom spremni.
Urednica je neoustaškog političkog bloga ’Hrvatska, rat i budućnost’.

## Kontroverze
Urednik je političkog bloga ’Hrvatska, rat i budućnost’ na engleskom jeziku na kome se iznose brojne istorijske neistine, negira Holokaust, genocid nad Srbima u NDH, negira postojanje koncentracionog logora Jasenovac i zastupa teorija o postojanju poratnog logora u kom su žrtve bili Hrvati. Ona optužuje Srbiju i Srbe za počinjeni Holokaust u Drugom svetskom ratu iako je u Srbiji, za razliku od NDH, vrhovnu vlast predstavljala nemačka vojna uprava poznata kao Vojna Uprava u Srbiji.
U svojim publicističkim radovima tvrdi da je potrebno da se Srbija i Srbi suoče sa stvarnošću i priznaju da su sarađivali s nacistima.
Vukićeva takođe tvrdi da je katolički nadbiskup Alojzije Stepinac svakodnevno brinuo o Jevrejima u Nezavisnoj Državi Hrvatskoj dok je Srpska pravoslavna crkva (SPC) veličala Adolfa Hitlera te se otvoreno stavila na stranu nacista protiv Jevreja.
Otvoreno se zalaže sa kanonizaciju osporavanog hrvatskog nadbiskupa Stepinca i širi šovinističke stavove o Srbima i SPC.

Kad god su Srbi napadali Hrvatsku (bilo vojnim ili politički diplomatskim manevrima), uništavali su dijelove naše kulture, poljuljali nam vjeru u Boga, krivotvorili našu povijest, krali naše zemlje … a Srpska pravoslavna crkva stajala je čvrsto iza njih, ohrabrujući njihovu agresiju nad hrvatskim narodom.

## Privatni život
U srodstvu je sa Igorom Vukićem.

## Odlikovanja
U maju 1995. godine, Franjo Tuđman joj je dodelio dva odlikovanja: Spomenicu Domovinskog rata i Red hrvatskog trolista.